# Dingo et Dolorès
Pour plus de détails, voir Fiche technique et Distribution.
Dingo et Dolorès (The Big Wash) est un court métrage d'animation américain de la série de Dingo, sorti le 6 février 1948 aux États-Unis, réalisé par les Walt Disney Productions.

## Synopsis
Dingo travaille dans un cirque et doit administrer un bain à l'éléphante Dolorès...

## Fiche technique
- Titre original : The Big Wash
- Autres titres[1] :
  - France : Dingo et Dolorès
  - Suède : Jan Långben som djurtämjare
- Série : Dingo
- Réalisateur : Clyde Geronimi
- Scénaristes : Bill Berg et Milt Banta
- Voix : Pinto Colvig (Dingo)
- Producteur : Walt Disney
- Société  de  production : Walt Disney Productions
- Animateur[1]: Hugh Fraser, Cliff Nordberg, George Rowley, John Sibley
- Layout : Al Zinnen
- Background : Merle Cox
- Distributeur : RKO Radio Pictures
- Musique : Oliver Wallace
- Format d'image : Couleur (Technicolor)
- Son : Mono (RCA Sound System)
- Durée : 7 min 20 s[2]
- Langue : Anglais
- Pays  États-Unis
- Date de sortie : États-Unis : 6 février 1948

## Voix françaises

### 1erdoublage (1989)
- Roger Lumont : Dingo

### 2edoublage (2002)
- Gérard Rinaldi : Dingo / le cocher

## Commentaires
Ce film est la seconde apparition de Dolorès.